# Flacourtia montana
Flacourtia montana là một loài thực vật có hoa trong họ Liễu. Loài này được J. Graham mô tả khoa học đầu tiên năm 1839.

## Hình ảnh

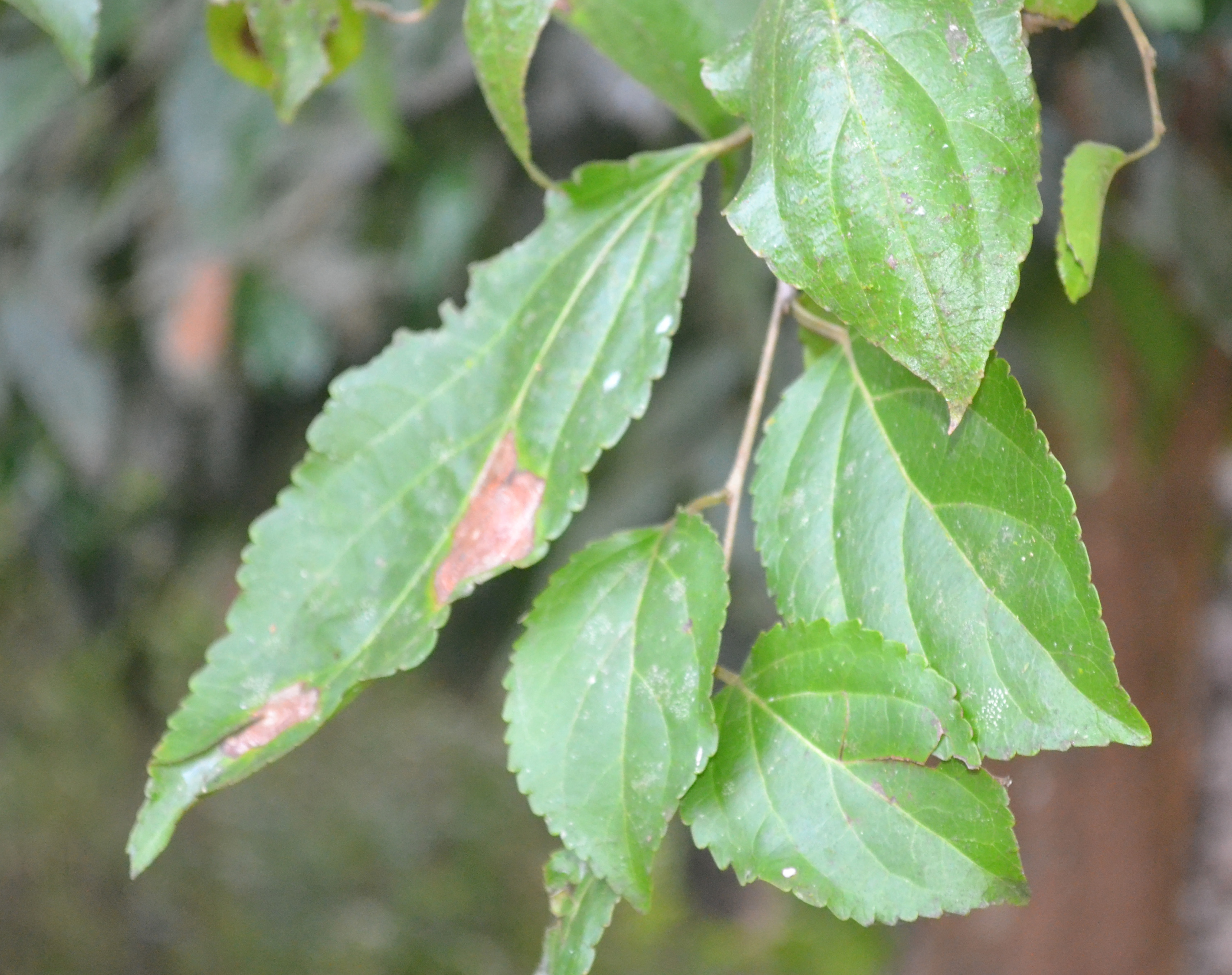
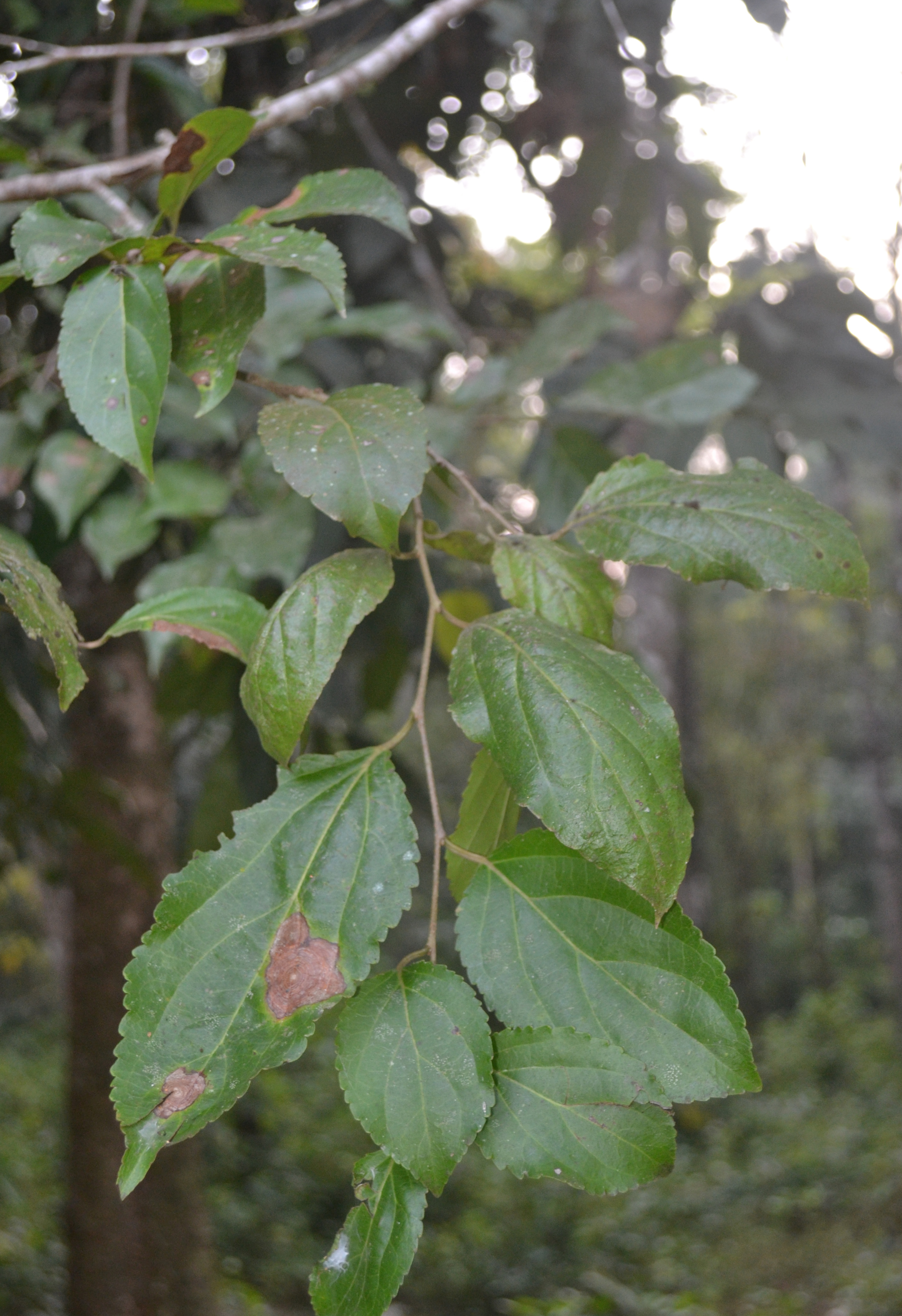
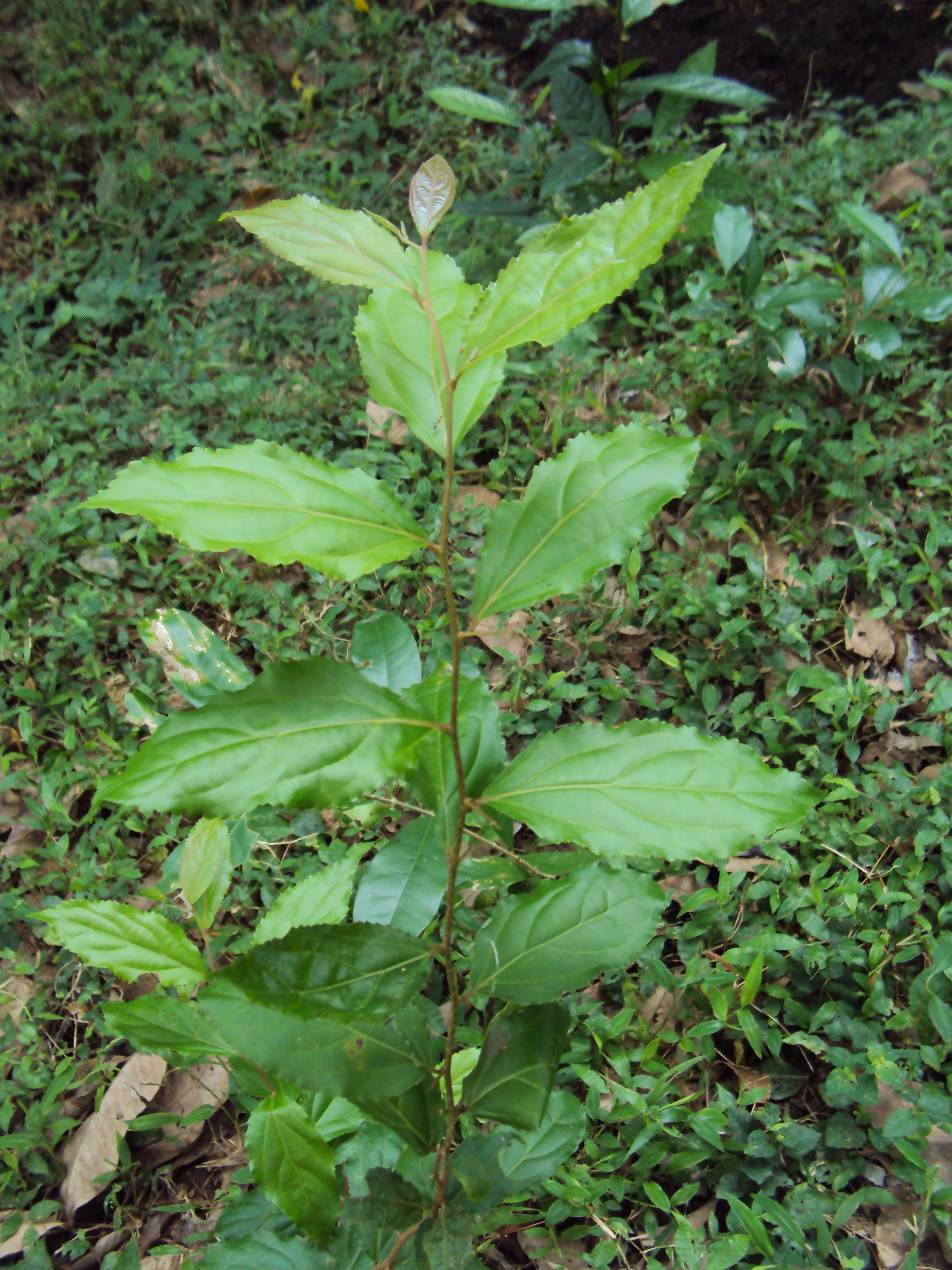
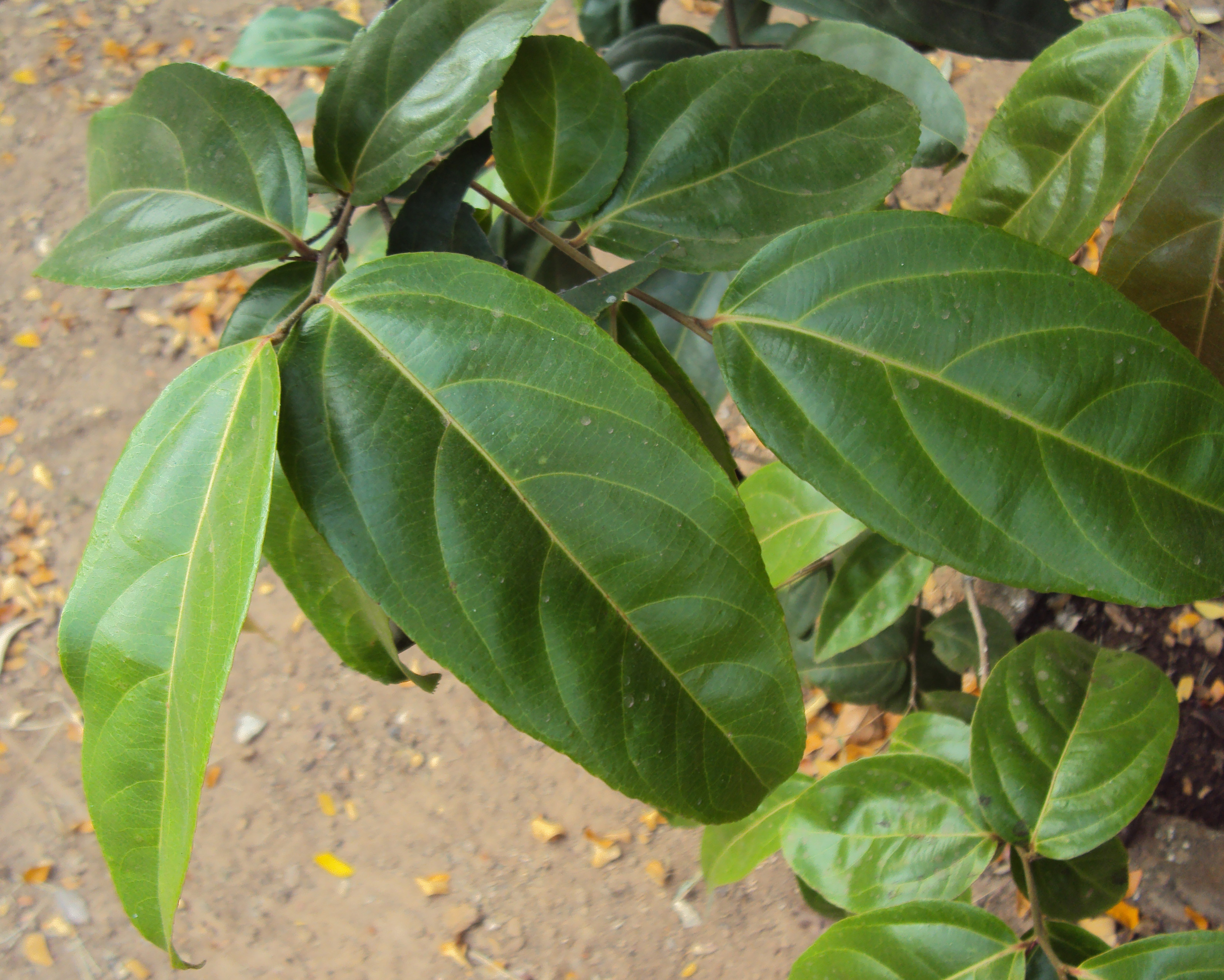